# Théodore de Samos
Pour les articles homonymes, voir Théodore.
Théodore de Samos (Θεόδωρος ὁ Σάμιος) est un architecte et sculpteur grec samien du VIe siècle avant notre ère, fils de Rhoèce de Samos. 

## Notice historique
Platon mentionne Théodore de Samos dans le dialogue Ion, aux côtés d’autres noms illustres. Avec son père Rhoèce de Samos, ils s’étaient spécialisés dans le travail du bronze, et le mélange du cuivre et de l’étain pour obtenir le bronze. Hérodote écrit que Rhoèce a participé à l’édification du temple d’Héra à Samos, l’Héraïon détruit par un incendie en -530. Son frère Télèclès et lui ont réalisé, pour les Samiens, la statue de l’Apollon pythien de Delphes. Pline lui attribue l'invention de quelques outils, dont l’équerre, le tour, le niveau à eau et les clefs.